# 永平县 (孙吴)
永平县，中国古县名，位于今江苏省溧阳市境内。三国初废溧阳县以其东境置，西晋初更名为永世县。

## 历史
秦始皇二十六年（前221），秦统一全国，分天下为三十六郡，置溧阳县，属鄣郡。溧阳县辖今溧阳市、南京市溧水区东南部及高淳区境域，当时县治不详，东汉时县治位於固城（今南京市高淳区固城镇）。
三国时期吴黄武元年（222），孙权建立吴国，废溧阳县建制，东境置永平县，县治古县（今溧阳市天目湖镇古县村）。
西晋太康元年（280），司马炎灭吴，改永平县为永世县，县治仍在古县。